# جولیوس کان
جولیوس کان (انگلیسی: Julius Kahn; ۸ مارس ۱۸۷۴ – ۴ نوامبر ۱۹۴۲) مهندس اهل ایالات متحده آمریکا بود.